# L'Homme qui savait la langue des serpents
L'Homme qui savait la langue des serpents (titre original en estonien : Mees, kes teadis ussisõnu) est un roman de l'écrivain estonien Andrus Kivirähk publié en 2007. Traduit en France en 2013, il y remporte le grand prix de l'Imaginaire du meilleur roman étranger 2014. Ce roman se déroule dans une Estonie médiévale pétrie de magie et de créatures merveilleuses inspirées de la mythologie estonienne, dans une atmosphère proche du réalisme magique ; la magie ancienne est menacée par l'arrivée des chevaliers teutoniques chrétiens.

## Résumé
Le roman se déroule dans une Estonie imaginaire inspirée de l'Estonie du Moyen Âge. Dans l'univers du roman, la magie existe, inspirée par les contes et légendes estoniens. Le narrateur est Leemet, qui est un jeune garçon au début du roman. Leemet vit avec sa famille et sa tribu dans une immense forêt. Le peuple de Leemet conserve encore un mode de vie guidé par ses traditions immémoriales, et dont la caractéristique la plus importante est la maîtrise de la langue des serpents, une langue magique qui permet de se faire comprendre des serpents et de se faire obéir de la plupart des animaux. Les gens de la forêt vivent ainsi une vie paisible, puisqu'ils n'ont aucune difficulté à se faire obéir des bêtes féroces et à chasser le gibier. La mère de Leemet cuisine en permanence des rôtis de chevreuils. Les gens élèvent des louves dans leurs étables afin de les traire et de boire leur lait. Et les humains ont encore une grande proximité avec les ours, qui ont pour seul défaut d'être de terribles séducteurs amateurs de femmes. 
Ce quotidien insouciant se trouve de plus en plus menacé, car la région est en train d'être conquise par des chevaliers teutons et christianisés. Les uns après les autres, les gens quittent la forêt pour aller s'installer dans le village qui se trouve non loin de là. Les gens y pratiquent des activités étranges et inutiles telles que l'agriculture, s'y nourrissent de pain et se convertissent au christianisme au point de vouloir changer de nom pour faire oublier leurs origines dont ils deviennent honteux. 
Face à ces changements croissants, les gens de la forêt adoptent des attitudes variées. Certains tentent de garder de bonnes relations avec les gens du village tout en transmettant les connaissances anciennes et en gardant des relations régulières avec le peuple des serpents. D'autres, comme le chamane, se réfugient dans l'extrémisme religieux et tyrannisent les gens au nom de prétendus esprits de la forêt que personne n'a jamais vus. D'autres encore tentent de gagner la guerre contre ces « hommes de fer » que sont les chevaliers. Autrefois, c'était facile, quand suffisamment de gens connaissaient la langue des serpents et pouvaient siffler ensemble les grands sortilèges nécessaires pour réveiller la Salamandre, l'animal protecteur de la forêt. Mais à présent que les gens qui savent cette langue se comptent sur les doigts d'une seule main et que ce savoir se perd, la défaite semble inéluctable.
Leemet, à qui son oncle a fait apprendre la langue des serpents dans son enfance, tente de préserver un équilibre de plus en plus compromis dans sa forêt natale qui se vide de ses habitants, tous gagnés par le sentiment de la supériorité des « hommes de fer » au point de renoncer à tout pour se mettre à leur service. Peu à peu, l'atmosphère de la vie en forêt devient délétère à mesure que les derniers habitants se déchirent dans des luttes inutiles. Sans le vouloir, Leemet va devenir le dernier homme qui savait la langue des serpents.

## Éditions et traductions
Le roman Mees, kes teadis ussisõnu paraît en Estonie aux éditions Eesti Keele Sihtasutus en 2007. Il est traduit en tchèque et publié chez Zlín sous le titre Muž, který rozuměl hadí řeči en 2011. Il est traduit en français par Jean-Pierre Minaudier et publié en France en janvier 2013 aux éditions Le Tripode sous le titre L'Homme qui savait la langue des serpents, suivi d'une postface du traducteur. En 2014, le roman est traduit en russe et publié sous le titre Последний, кто знал змеиную молвь aux éditions Aleksandra.

## Accueil critique
La presse française accueille favorablement le roman. En février 2013, dans Le Monde des livres (supplément au quotidien généraliste Le Monde), Nils C. Ahl donne une critique très positive du livre, où il apprécie la capacité de l'auteur à « faire rire sur des sujets complexes », avec un « sens de la comédie et de l'image très proche de la bande dessinée ou du cinéma d'animation », mais aussi à conférer une « dimension pamphlétaire » à son livre en pastichant des enjeux politiques comme l'identité et la tradition.
Dans Le Magazine littéraire, début mai 2013, Hervé Aubron apprécie l'écriture de Kivirähk, « à la fois délicate et franche du collier, enfantine et sarcastique, [qui] se rit de toutes les grandiloquences, [et est] lestée par un imaginaire et un appétit sidérants, une témérité ne reculant devant rien ». Il indique que la littérature ne doit pas seulement se soucier de conserver, mais « se doit aussi de rappeler combien elle est fragile, périssable, au même titre que nos langues, telle ou telle civilisation, le genre humain lui-même ».
Sur le site français NooSFere, Bruno Para parle d'un « authentique chef-d’œuvre, un livre absolument splendide » dont la lecture est « particulièrement jouissive ». Il apprécie en particulier la variété des sentiments suscités chez le lecteur à mesure que l'intrigue, très drôle à son début, devient plus sombre, ainsi que « certaines trouvailles du plus pur réalisme magique ». Il salue également un « excellent travail de traduction » de la part de Jean-Pierre Minaudier et sa postface qui rend accessible les niveaux de lecture du roman qui font référence à la société estonienne.
Le site français Elbakin.net, spécialisé dans la fantasy, donne au roman en mai 2013 une note de 8 sur 10 et en apprécie l'humour mais aussi la capacité à donner à réfléchir. L'auteur de la critique indique que le livre se rapproche, par certains aspects, de romans comme Le Dernier des Mohicans de James Fenimore Cooper ou la version de la légende de Pocahontas donnée par David Garnett ; il rapproche aussi le roman des contes philosophiques de Voltaire comme Candide, notamment dans sa dénonciation de l'intégrisme et de « "l'invention des traditions" », tout en l'en distinguant par le fait que Leemet, contrairement à Candide, ne s'appuie pas sur une philosophie précise pour supporter ses malheurs et ne succombe pas au pessimisme.

## Récompense
En France, le roman remporte le Grand prix de l'Imaginaire 2014 dans la catégorie « Roman étranger ».